# Opération FB
L'opération FB est le nom de l'opération qui consiste à envoyer des cargos isolés par la route de l'Arctique afin de ravitailler l'URSS en guerre contre le troisième Reich. Elle commence le 29 octobre 1942.

## La mise en place de l'opération
À la suite des pertes enregistrées par les convois PQ 17 et PQ 18, les convois ont été interrompus. Il est prévu de fusionner les deux prochains convois PQ 19 et PQ 20. Une quarantaine de navires sont donc en attente. Cependant, la situation en URSS est difficile et malgré le fait que de nombreux navires de guerre appuient l'opération Torch, la décision est prise d'envoyer du ravitaillement en URSS.

## Les navires
Le nombre de navires qui a effectué le voyage n'est pas connu. Les sources divergent entre 19 et 29 navires.
Tous les membres d'équipage sont volontaires et ceux qui ne désirent pas effectuer le voyage sont maintenus au secret durant l'opération.

## Le plan d'action
Il est prévu au départ de faire naviguer les navires espacés de 200 miles. Ils doivent respecter un silence radio total. Quatre chalutiers armés britanniques et deux sous marins seront placés sur le chemin pour porter secours aux naufragés éventuels. Un navire anglais alternera avec un navire américain durant l'opération.
La date de début des départs est fixée en octobre 1942 pour profiter des longues nuits. Le temps sera aussi peu propice aux opérations aériennes de la Luftwaffe.

## La liste des navires
| Nom du navire     | Lieux et dates de départ et d'arrivée                                           | Commentaires |
| ----------------- | ------------------------------------------------------------------------------- | --- |
| Richard H.Alvey   | Part de Reykjavik le 29 octobre 1942 Arrive à Arkhangelsk le 8 novembre 1942    | Le navire arrive sans encombre. |
| Empire Gaillard   | Part de Hvalfjörður le 29 octobre 1942 Arrive à Molotovsk le 7 novembre 1942    | Il est survolé par deux avions allemands. |
| Dekabrist         | Part de Hvalfjörður le 30 octobre 1942 Coulé le 6 novembre 1942                 | Il a participé aux convois PQ 6 et QP 5. Il est mitraillé et bombardé le 4 novembre par des Ju 88. Le 5, à minuit et le matin, il est à nouveau attaqué par des avions mais son artillerie anti aérienne les repoussent encore. Cependant, une torpille le frappe et condamne le navire. Il est évacué le soir même. Un SOS est lancé. 19 survivants dérivent avec les canots de sauvetage jusqu'à l'ile Hopen. |
| John Walker       | Part de Reykjavik le 30 octobre 1942 Arrive à Arkhangelsk le 8 novembre 1942    | Quatre avions allemands attaquent le 4 novembre. Sa défense anti-aérienne abat deux avions. |
| Empire Gilbert    | Part de Hvalfjörður le 30 octobre 1942 Coulé le 2 novembre 1942                 | Il est survolé le 1er novembre par un avion de reconnaissance allemand. Le deux, il reçoit deux torpilles lancées par l'U.586 et coule en deux minutes. 3 survivants sont repêchés par le sous-marin. |
| John H.B. Latrobe | Part de Hvalfjörður le 3e octobre 1942 Arrivé à Hvalfjörður le 13 novembre 1942 | Dès le début du voyage, il a des problèmes qui le retarde d'une journée. Le 5 novembre, il est attaqué par quatre avions. Il percute, un peu plus loin, un iceberg et une épave flottante. Le commandant du navire décide de faire demi tour. |
| Chulmleigh        | Part de Hvalfjörður le 31 octobre 1942 Échoué sur un récif le 5 novembre 1942   | Il participe au convoi QP 13. Il est repéré par un BV 139. Le commandant change de cap. Le navire heurte un récif au large du Spitzberg et s'échoue. Le navire est évacué. Il y a neuf survivants qui sont récupérés le 2 janvier 1943. |